# Suprafluiditet

Supraflytande helium-4 rinner över väggar.

Suprafluiditet kallas det fenomen som gör att vissa ämnen vid låga temperaturer har en fluid fas som flödar utan viskositet, så kallade suprafluider. Ett exempel är heliumisotopen 4He som vid temperaturer under 2,186 K (−270,964 °C) uppvisar sådana egenskaper. 
Supravätskor kan bland annat flyta upp längs väggarna i den behållare där de förvaras. De kan också tränga igenom de allra minsta porer eftersom de helt saknar viskositet. Vidare har de mycket hög värmeledningsförmåga.